# مرغك (شليل)
مرغك (بالفارسية: مرغک) هي قرية تقع في إيران في قسم شلیل الريفي.